# Monts Sangre de Cristo
Les monts Sangre de Cristo sont une chaîne de montagne des Rocheuses situé dans le Colorado et le Nouveau-Mexique, aux États-Unis, et culminant à 4 372 mètres d'altitude au pic Blanca.
Ils comprennent, du nord au sud, le chaînon Sangre de Cristo septentrional, les Wet Mountains, la sierra Blanca, le chaînon Culebra, les monts Taos, le chaînon Cimarron, le chaînon Sangre de Cristo central et les monts Santa Fe.

## Géographie
Les monts Sangre de Cristo constituent le massif le plus méridional des montagnes Rocheuses. Ils sont encadrés au nord par le haut Arkansas et au sud par le cours supérieur du rio Pecos. Ils surplombent à l'ouest le fossé tectonique du rio Grande et à l'est les Grandes Plaines. Ils se présentent comme un horst cristallin de 360 km de longueur, accompagnés par des alignements montagneux parallèles portant des sommets aiguisés par l'érosion qui culminent à 4 360 m au pic Crestone.
Les versants du massif sont couverts de résineux et les sommets par des névés et un étage alpin.
Les monts Sangre de Cristo sont un horst avec de grandes lignes de failles le long des versants est et ouest de la montagne, coupant le massif par endroits. Elle a été formée, en un seul bloc de roches, il y a environ  27 millions d'années.
Sur le côté occidental se trouve la vallée de San Luis avec le rio Grande coulant au milieu ; sur le versant sud-est le Bassin Raton, un champ volcanique endormi ; sur le versant nord-est, les Wet Mountains et la Front Range, zones de roches métamorphiques magmatiques précambriennes, formées pendant l'orogénèse du Colorado il y a environ 1,7 milliard d'années et surélevées plus récemment pendant l'orogenèse laramienne.
Alors que le pic Blanca est aussi constitué de roche précambrienne, la majeure partie du chaînon Sangre de Cristo au sens strict est composée de jeunes roches pennsylvaniennes-permiennes (d'environ 250 millions d'années), un mélange de roches sédimentaires, de conglomérats, de schistes et de roches plutoniques. Ces roches proviennent de sédiments érodés des montagnes Rocheuses originelles.

### Principaux sommets
- Pic Blanca, sierra Blanca (4 372 mètres).
- Pic Crestone, chaînon Sangre de Cristo septentrional (4 360 m).
- Pic Culebra, chaînon Culebra (4 283 m).
- Pic Spanish occidental, chaînon Culebra (4 155 m).
- Mont Herard, chaînon Sangre de Cristo septentrional (4 062 m).
- Pic Wheeler, monts Taos (4 011 m).

## Protection environnementale
Deux forêts nationales recouvrent une partie des monts Sangre de Cristo. Le côté nord-est (rivière Arkansas) est situé à l'intérieur de la forêt nationale de San Isabel, alors que le côté sud-ouest (vallée de San Luis) appartient à la forêt nationale de Rio Grande. Le parc national et réserve de Great Sand Dunes se trouve sur le flanc sud-ouest, au bord de la vallée San Luis.